# Business Rule Markup Language
Business Rules Markup Language (BRML) ist ein in XML beschriebenes, Business-Rule-Engine-neutrales Daten-Austauschformat für Regeln. Es ist aus den Common-Rules-Spezifikationen für E-Commerce der IBM hervorgegangen.
Weitere Ansätze für einen einheitlichen Standard für die Formulierung und den Austausch von Business Rules (Geschäftsregel):
- Die Rule Markup Language (RuleML), die eine neutrale Beschreibung von Regeln mit Hilfe von XML anstrebt.
- Die DARPA Agent Markup Language (DAML), eine XML-Spezifikation, die sich mit der Einführung von Regelanweisungen als Tags in XML-Dokumenten beschäftigt, die sich dann von einer Business Rule Engine lesen lassen.
- Speziell für Finanzprodukte gibt es ein XML-basierendes Format, die Financial products Markup Language (FpML).
- Eine Entwicklung im Java-Umfeld bietet das Java Specification Request 94 (JSR 94) im Rahmen des Standardisierungsverfahrens für Java. Die dort verwendeten Klassen javax.rules und javax.rules.admin sollen Teil des Java Development Kit (JDK) werden und eine einheitliche Programmierschnittstelle (API) für die Einbindung einer Business Rule Engine bieten.

Unabhängig davon existieren im Industriekonsortium Object Management Group (OMG) zwei weitere Initiativen:
- Die Business Semantics of Business Rules (BSBR) – eine Entwicklung einer von der Implementierung unabhängigen einheitlichen Business-Semantik zur Formulierung von Regel.
- Production Rules mit ähnlichen Zielen wie RuleML.